# Кулик, Кристиан
Кристиан Кулик (нем. Christian Kulik; родился 6 декабря 1952 года в Забже, Польша) — немецкий футболист, выступавший на позиции полузащитника. Играл с 1971 по 1981 год в «Боруссии (Мёнхенгладбах)», за которую провёл 220 матчей и забил 38 голов в Бундеслиге .

## Карьера
Кулик был талантливым плеймейкером в центре поля, который начал карьеру в «Алемании Ахен», где его мастерство было замечено Хеннесом Вайсвайлером, трансфер состоялся летом 1971 года, в своём первом сезоне 1971/72 Кулик сыграл 23 матча и забил 4 гола. Его дебют в Бундеслиге состоялся 2 октября 1971 года в выездном матче против «Кёльна». Четырнадцать дней спустя он в 19 лет дебютировал в еврокубках против «Интера», матч закончился победой со счётом 7:1 благодаря Гюнтеру Нетцеру и Херберту Виммеру, однако результат матча впоследствии был аннулирован. В 1975 году он отпраздновал свой первый чемпионский титул в Германии и победу в Кубке УЕФА в финале с «Твенте», он в 1973 году играл в финале Кубка УЕФА против «Ливерпуля», а также провёл успешный финал кубка Германии против «Кёльна». Кулик играл со стартовых минут, затем его заменил Гюнтер Нецер, который своим голом и принёс команде победу со счётом 2:1, позже он перешёл из Мёнхенгладбаха в «Реал Мадрид». Опять против «Ливерпуля» Кулик играл 25 мая 1977 года в Риме в финале Кубка европейских чемпионов, его команда потерпела поражение со счётом 1:3, в 1980 году в Кубке УЕФА в финале против «Айнтрахта» когда-то Гладбахский «жеребёнок» вывел свою команду на поле уже как капитан. Он провёл в общей сложности 66 игр в Кубке европейских чемпионов. В 1973 году он был вызван в сборную Германии до 23 лет, однако за национальную сборную Кулик так и не сыграл.
После ухода из «Боруссии» Кулика продолжил свою карьеру с сезона 1981/82 в «Антверпене». Следующим клубом Кулика стал любительский «Дюрен 99», где он играл в период с 1982 до конца 1984 года, далее он переехал в Швейцарию, где играл за «Мендрисио-Стабио» и «Кур 97», в сезоне 1986/87 он воссоединился со своим бывшим Гладбахским коллегой Вольфгангом Клеффом в клубе из Второй Бундеслиги, «Зальмрор» (14 матчей, 1 гол), но два ветерана не смогли спасти клуб от понижения.

## Достижения
- Чемпион Германии: 1975, 1976, 1977
- Вице-чемпион Германии: 1974, 1978
- Обладатель Кубка Германии: 1973
- Обладатель Суперкубка Германии: 1977
- Обладатель Кубка УЕФА: 1975, 1979
- Финалист Кубка УЕФА: 1973, 1980
- Финалист Кубка европейских чемпионов: 1977